# A Beard of Stars
A Beard of Stars este al patrulea album al trupei Tyrannosaurus Rex din care făceau parte la acea dată, Marc Bolan și noul său partener Mickey Finn. A fost lansat în martie 1970. Este primul LP T. Rex pe care Marc Bolan a început să folosească instrumente electrice. 

## Tracklist
1. "Prelude" (1:04)
2. "A Daye Laye" (1:56)
3. "Woodland Bop" (1:39)
4. "Fist Heart Mighty Dawn Dart" (2:45)
5. "Pavilions of Sun" (2:49)
6. "Organ Blues" (2:47)
7. "By The Light of a Magical Moon" (2:51)
8. "Wind Cheetah" (3:38)
9. "A Beard of Stars" (1:37)
10. "Great Horse" (1:42)
11. "Dragon's Ear" (2:37)
12. "Lofty Skies" (2:54)
13. "Dove" (2:06)
14. "Elemental Child" (5:33)

- Toate cântecele au fost compuse de Marc Bolan.

## Single-uri
- "By The Light of a Magical Moon" (1970)

## Componență
- Marc Bolan - voce, orgă, chitară, bas
- Mickey Finn - percuție